# Савин, Михаил Александрович
Михаил Александрович Савин  (24 ноября 1941 — 23 февраля 2008) — заслуженный тренер России по греко-римской борьбе. Почётный гражданин города Невьянска.

## Биография
Спортом начал заниматься в 1956 году в секции бокса ГПТУ-33 города Невьянска. В школе он увлекался многими видами спорта: лёгкой атлетикой, лыжным спортом, игрой в баскетбол, общефизической подготовкой. Выступал за сборные команды школы.
В 1958 году переехал в Нижний Тагил. Поступил в Нижнетагильский строительный техникум, где познакомился с Александром Лопатиным и увлекся борьбой. Чемпион зоны Урала и Сибири, призёр Центрального совета ДСО «Труд» среди юношей и молодежи. Выполнил норматив кандидата в мастера спорта СССР. В 1964 году Михаил Александрович окончил техникум, вернулся в родной город. Вскоре был призван на срочную службу в ряды Вооружённых сил СССР.
В 1965 году демобилизовался из армии и вернулся в Невьянск. Поступил на работу мастером стройремонтучастка городского коммунального хозяйства. На общественных началах организовал секцию классической борьбы при Доме пионеров. Уже на первое занятие пришло 120 мальчишек. Из них в будущем выросли мастера спорта: Валентин Христолюбов, Владимир Кесарь, Захид Юсупов, Юрий Малтыков и многие другие. Всего подготовил 33 мастера спорта, среди них: чемпион Мира среди профсоюзных спортсменов, мастер спорта международного класса Игорь Чучумов; серебряный призёр первенства Европы среди молодежи Анджей Селянкин. Захид Юсупов продолжил дело своего учителя и добился высоких результатов и ему присвоено звание Заслуженный тренер России.
В 1964 году Савин М. А. выбран на должность председателя городского комитета по физической культуре и спорту. Но тренерскую работу не прекратил, продолжал заниматься с группами борцов.
Усилиями городского комитета ВЛКСМ и горспорткомитета в 1965 году при ДЮСШ было открыто отделение борьбы.
В 1971 году окончил заочное отделение Свердловского государственного педагогического института. В 1973 году перешел на работу в ДЮСШ старшим тренером.
В 1981 году перешел на Невьянский прииск, сначала рабочим шахты. В 1983 году прииск построил детский клуб «Горняк», где с тех пор он работает председателем клуба и тренером.
С 2008 года в Невьянске проводятся соревнования по греко-римской борьбе памяти М. А. Савина.

## Награды и звания
- Заслуженный тренер России (1995)
- Отличник физической культуры и спорта
- Отличник народного просвещения РСФСР
- Награждён грамотами Свердловского облспорткомитета, Министерства по физической культуре, спорту и туризму в Свердловской области, Главой города Невьянска, правлением УГМК, республиканским комитетом по физической культуре и спорту
- Почётный гражданин города Невьянска